# ویلیام آیزاکس
ویلیام آیزاکس (انگلیسی: William Isaacs؛ ۴ مارس ۱۸۸۴ – ۶ مهٔ ۱۹۵۵) دوچرخه‌سوار اهل بریتانیا بود.
وی در مسابقات کشوری و بین‌المللی در مجموع برندهٔ ۱ مدال برنز شده‌است.